# ۵۳۶ (پیش از میلاد)
۵۳۶ (پیش از میلاد) ۵۳۶مین سال قبل از تقویم میلادی است.